# Beveren
Beveren (nederländskt uttal: [ˈbeːvərə(n)]) är en ort och kommun i provinsen Östflandern i regionen Flandern i Belgien. Kommunen hade 48 192 invånare (2018).

## Sport
Fotbollsklubben KSK Beveren kommer från orten. Det gör även volleybollklubben Asterix Avo Beveren som dominerat damvolleybollen i Belgien sedan omkring millennieskiftet med ett stort antal vunna belgiska mästerskap och belgiska cuper.